# Портрет (мультфильм, 1965)
«Портрет» — советский рисованный мультипликационный фильм Романа Качанова по одноимённой сказке Сергея Михалкова, выпущенный студией «Союзмультфильм» в 1965 году.
Является первым рисованным фильмом Качанова.

## Сюжет
В учреждении «Главшишка» работает начальником Осёл. В тридцатилетие жены он хочет подарить ей свой портрет. Осёл приходит к Зайцу, художнику-портретисту. В это время большой начальник Тигр проходит мимо со своим портретом, который очень впечатляет Осла. Художник Заяц рисует портрет, но на портрете чиновник Осёл видит только Осла. Портрет ему не нравится, и Осёл просит нарисовать себя в виде Тигра. Художник рисует Осла с тигриными полосками и клыками. Теперь Осёл очень доволен портретом и горд собой. Он представляет себя практически тигром и по дороге похваляется перед всеми встречными. Однако Медведь открыто заявляет о халтуре, на что зарвавшийся Осёл отвечает обидными словами. Тогда Медведь «надевает» портрет Ослу на его ослиные уши, и в рамке опять оказывается голова Осла.

## Съёмочная группа
- Автор сценария — Сергей Михалков;
- Режиссёр — Роман Качанов;
- Художник — Леонид Шварцман;
- Композитор — Никита Богословский;
- Оператор — Елена Петрова;
- Звукооператор — Георгий Мартынюк;
- Монтажёр — Изабелла Герасимова;
- Ассистенты — Б. Корнеев, Татьяна Домбровская;
- Редактор — Пётр Фролов;
- Директор картины — Г. Кругликов;
- Художники-мультипликаторы: — Виктор Лихачёв, Иван Давыдов, Игорь Подгорский, Владимир Зарубин, Лидия Резцова, Борис Бутаков, Владимир Крумин, Елена Таненберг.

## Озвучивание
- Александр Граве — Заяц
- Анатолий Папанов — Осёл
- Анатолий Кубацкий — Тигр
- Степан Бубнов — Медведь
- Надежда Румянцева — читает текст в конце фильма